# Пољана божура
Пољана божура у шуми Пленица (рум. Poiana Bujorului din Pădurea Plenița) је резерват природе ботаничког типа који одговара IV категорији IUCN-а. Налази се близу насеља Пленица у жупанији Долж, на југозападу Румуније. Познат је као станиште косовског божура.

## Општи подаци
Резерват природе има површину од 51,33  прекривену шумама цера и сладуна у којима расте заштићена биљна врста, косовски божур (Paeonia peregrina Mill.) која је у Румунији позната као румунски божур. Заштићено подручје обухвата само део доста веће Пленичке шуме.
Заштићено подручје је удаљено 59 километара од Крајове, налази се код села Пленица у близини границе жупаније Долж и Мехединци. Рељеф је равничарски са висином до 200 метара.
Резерват природе је део подручја од значаја за заједницу (SCI) „Шумска степа Олтеније” у оквиру европске еколошке мреже Натура 2000. Чини 0,52% укупне површине подручја.
Овде се сваке године од 1970. године у организацији општине Пленица, одржава Празник божура који окупља бројне посетиоце из Должа и околних жупанија. Догађај се одржава у другој половини маја када су божури у цвету.